# La Arena (diario)
La Arena es un periódico matutino de salida diaria que se distribuyen en todo el ámbito de la provincia de La Pampa y centro del país.

## Historia
Fundado el 21 de agosto de 1933 cuando Santa Rosa contaba ya con otros seis periódicos, es el único medio periodístico de aquella época que aparece en la actualidad. Desde entonces no se han registrado transferencias accionarias y la casi totalidad de su capital pertenece a sucesores de su fundador, manteniéndose de esa forma los propósitos que le dieron vida y llevaron a ser con el tiempo el diario más importante del territorio pampeano y de una extensa región central del país.
La sociedad propietaria de este diario posee, además, una emisora radial Radio Noticias (FM 99.5 MHz), que desarrolla una tarea informativa y cultural que la distinguen de todas las demás radioestaciones de la ciudad.
Recientemente La Arena ha sido rediseñada por el reconocido Estudio García Media, para mostrar un nuevo estilo gráfico vanguardista acorde a las nuevas tendencias gráficas.

## Suplementos
El diario tiene varias secciones generales:
- Clasificados económicos (Compra-venta y alquileres)
- La Arena del Campo (Economía agraria)
- Caldenia (Arte, Literatura e Historia)
- Arenita y Piquillín (Educación e Infancia)
- 1+1 (Educación e Infancia)
- La Chueca (Deportes)
- Eco (Ecología)
- Espectáculos (Domingos de Revistas)
- Entretenimientos (Paseltiempo)